# Addis Hintsa
Addis Hintsa (ur. 30 czerwca 1987 w Debre Zeit) – piłkarz etiopski grający na pozycji pomocnika.

## Kariera klubowa
Swoją karierę piłkarską Addis rozpoczął w klubie CBE SA. W jego barwach zadebiutował w 2008 roku w pierwszej lidze etiopskiej. W 2011 przeszedł do Dedebitu, z którym w sezonie 2012/2013 został mistrzem Etiopii. W latach 2013–2016 grał w sudańskim Al-Ahly Szandi, a w latach 2016-2020 w Adama City FC. W sezonie 2020/2021 był zawodnikiem klubu Hadiya Hossana FC, a w sezonie 2021/2022 - Wolaitta Dicha SC.

## Kariera reprezentacyjna
W reprezentacji Etiopii Addis zadebiutował w 2012 roku. W 2013 roku został powołany do kadry na Puchar Narodów Afryki 2013.